# Ludwig Josef Uhland

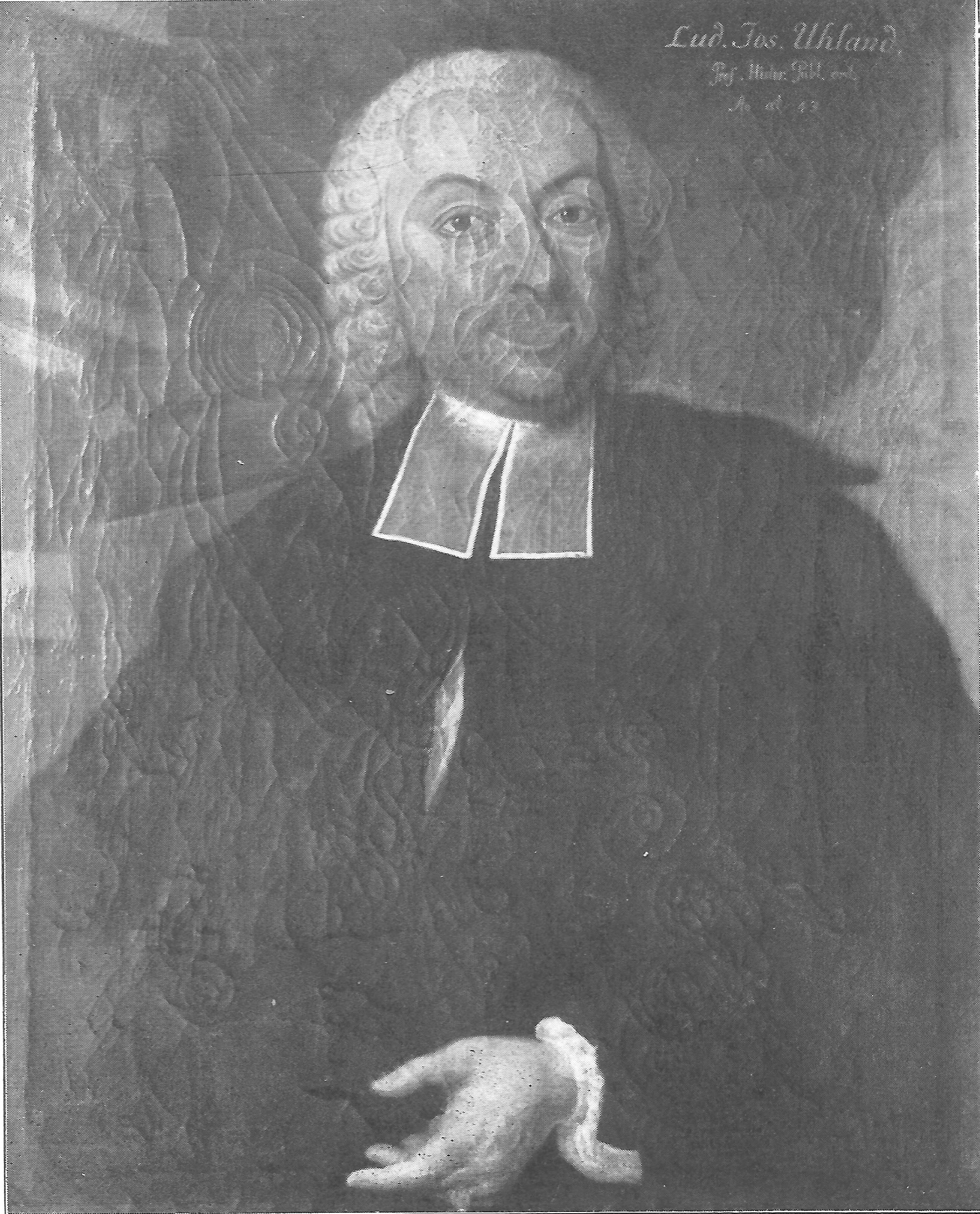
Ludwig Josef Uhland in der Professorengalerie Tübingen

Ludwig Josef Uhland (* 15. Mai 1722 in Tübingen; † 15. Dezember 1803 ebenda), der Großvater des Dichters Ludwig Uhland, war ein württembergischer evangelischer Theologe.

## Leben und Wirken
Ludwig Josef Uhland war der Sohn des wohlhabenden Kaufmanns Josef Uhland und seiner Ehefrau Marie Rosine Uhland geb. Schnürlin. Er bestand 1744 das theologische Examen mit Auszeichnung. Er wurde 1749 zum Diakon in Marbach am Neckar ernannt und heiratete Gottliebin Stäudlin, eine Tochter des Landschaftseinnehmers J. J. Stäudlin. 1754 wurde er zweiter Diakon an der Tübinger Stiftskirche. 1761 wurde er Professor der Geschichte in Tübingen und lehrte dort Universal- und württembergische Geschichte, Chronologie und Staatsverfassung. 1772 wurde er Ephorus des Stifts und 1776 außerordentlicher Professor der Theologie. 1777 wurde er ordentlicher Professor und dritter Frühprediger sowie zweiter Superattendent des Tübinger Stifts.
Er galt zwar als gelehrsam und fleißig, aber trocken und sehr weitschweifig. Er war ein pedantischer, etwas eckiger und unbeholfener Gelehrter, der an der veralteten Art der ausführlichsten Exegese festhielt und wenig Einfluss auf seine Studenten hatte, obwohl sie seine ehrwürdige Persönlichkeit achteten. Schriftstellerisch trat Uhland wenig hervor und veröffentlichte nur einige Dissertationen und Gelegenheitsschriften über württembergische Geschichte.